# Carl Sciortino
Carl Michael Sciortino Jr. (/ʃɔːrˈtiːnoʊ/ shor-TEE-noh; sinh ngày 6 tháng 7 năm 1978) là một chính khách người Mỹ phục vụ như là giám đốc điều hành của Ủy ban hành động AIDS của Massachusetts. Một đảng viên Dân chủ từ Massachusetts, ông đại diện cho quận Middlesex thứ 34 tại Hạ viện Massachusetts từ năm 2005 đến 2014. Khu vực này bao gồm các bộ phận của Medford và Somerville. Sciortino là một ứng cử viên cho đề cử của đảng Dân chủ trong cuộc bầu cử đặc biệt năm 2013 để thành công Ed Markey với tư cách là Đại diện Hoa Kỳ cho quận 5 của Massachusetts. Ông thua Katherine Clark. Chiến dịch quảng cáo trên truyền hình của ông với cha mình, một thành viên của Tea Party, đã nhận được sự công khai của quốc gia và lan truyền trên mạng.

## Đầu đời
Sciortino lớn lên ở Connecticut, nơi ông học Trường Trung học Joseph A. Foran. Mẹ của ông, bà Wendy L. Ralston là một chuyên gia thẩm mỹ, và cha của ông, Carl M. Sciortino Sr., là một cựu cố vấn lạm dụng chất gây nghiện. Ông nhận bằng B.S. về sinh học từ Đại học Tufts ở Massachusetts và bằng Thạc sĩ Hành chính công của Đại học Harvard.

## Đời tư
Sciortino kết hôn với Francis "Pem" Brown, một nhà tư vấn chiến lược chính trị, vào ngày 5 tháng 10 năm 2013 tại Boston.